# Diospyros clusiifolia
Diospyros clusiifolia är en tvåhjärtbladig växtart som först beskrevs av William Philip Hiern, och fick sitt nu gällande namn av George Edward Schatz och Porter Prescott Lowry. Diospyros clusiifolia ingår i släktet Diospyros och familjen Ebenaceae. Inga underarter finns listade i Catalogue of Life.